# Emanuel Aguilar
Emanuel Aguilar (Corrientes; 19 de diciembre de 1998) es un piloto de motociclismo argentino que compite en el Campeonato Argentino de Velocidad (CAV) con una Yamaha YZF-R6. Ema en 2015 compitió en las Rookies Cup.

## Biografía
A fines de 2019 Aguilar presentó su Yamaha del mundial 2019 con nuevos colores y patrocinios para el mundial 2020. El equipo para el año 2020 será un equipo propio con los patrocinios de Distribuidora Curuzu y del Gobierno de Corrientes.

## Resultados
| Año  | Categoría                            | Moto     | 1  | 2  | 3  | 4                                                                         | 5                                              | 6  | 7                                    | 8                                    | 9                                    | 10                                  | 11 | 12 | 13 | 14 |
| 2008 | CAM (Minimotos 50cc)                 | Morini   |    |    |    |                                                                           |                                                |    |                                      |                                      |                                      |                                     |    |    |    |    |
| 2009 | CAM (Minimotos 50cc)                 | Morini   |    |    |    |                                                                           |                                                |    |                                      |                                      |                                      |                                     |    |    |    |    |
| 2010 | CAM (Minimotos Categoría Libre 50cc) | Morini   |    |    |    |                                                                           |                                                |    |                                      |                                      |                                      |                                     |    |    |    |    |
| 2012 | CAM (Minimotos Categoría Libre 50cc) | Morini   |    |    |    |                                                                           |                                                |    |                                      |                                      |                                      |                                     |    |    |    |    |
| 2013 | CAV (Moto3)                          | Honda    |    |    |    |                                                                           |                                                |    |                                      |                                      |                                      |                                     |    |    |    |    |
| 2014 | CAV (Moto3)                          | Honda    | 6  | 3  | 1  | NC                                                                        | 4                                              | 1  | -10                                  | 8                                    | 1                                    | 1                                   | NC | 3  | -  | -  |
| 2015 | Rookies Cup                          | KTM      | NC | NC | 16 | 19                                                                        | 19                                             | 18 | 20                                   | 17                                   | 16                                   | NC                                  | 23 | 19 | 18 | 19 |
| 2016 | SCA (Moto2 PRO)                      | BMW      |    |    |    |                                                                           |                                                |    |                                      |                                      |                                      |                                     |    |    |    |    |
| 2017 | CAV (Super Esport "B" Moto2)         | Yamaha   |    |    |    |                                                                           |                                                |    |                                      |                                      |                                      |                                     |    |    |    |    |
| 2018 | CAV (Moto2)                          | Kawasaki |    |    |    |                                                                           |                                                |    |                                      |                                      |                                      |                                     |    |    |    |    |
| 2019 | CAV (Moto2)                          | Yamaha   | 1  | 2  | 5  | Bandera de la Provincia de La Rioja · Bandera de la Provincia de Misiones | Bandera de la Provincia de Santiago del Estero | 4  | Bandera de la Ciudad de Buenos Aires | Bandera de la Ciudad de Buenos Aires | Bandera de la Ciudad de Buenos Aires | Bandera de la Provincia de Santa Fe |    |    |    |    |
| 2020 | CAV (Moto2)                          | Yamaha   |    |    |    |                                                                           |                                                |    |                                      |                                      |                                      |                                     |    |    |    |    |
| ---- | ------------------------------------ | -------- | -- | -- | -- | ------------------------------------------------------------------------- | ---------------------------------------------- | -- | ------------------------------------ | ------------------------------------ | ------------------------------------ | ----------------------------------- | -- | -- | -- | -- |